# ناحیه العطاف
ناحیه العطاف (به عربی: دائرة العطاف) یک ناحیه در الجزایر است که در استان عین الدفلی واقع شده‌است.